# Cold Turkey (film 1940)
Cold Turkey è un cortometraggio statunitense del 1940, diretto da Del Lord, con Harry Langdon. 

## Trama
Harry, in occasione delle feste invernali, vince ad una lotteria aziendale un tacchino natalizio. Il problema è che il tacchino è vivo.
Quando la moglie gli dice di ucciderlo, Harry si aggira per il caseggiato brandendo un’ascia, ed è scambiato per un maniaco omicida.